# Trigonite
La trigonite è un insolito e raro minerale, in forma generalmente cristallina, di aspetto vitreo-adamantino, scoperto nel 1920. Il suo colore è colore bruno-giallo-giallobruno-giallo zolfo.

## Origine e giacitura
Si rinviene in rocce metamorfiche, entro  con mineralizzazioni ferromagnesiache spesso associata con dolomia, barite e piombo nativo.

## Forma in cui si presenta in natura
Piccoli cristalli piatti, di forma triangolare (da cui il nome in greco del minerale τρίγωυου, "trigonon"), con concrescimenti subparalleli.
Il minerale venne identificato da Flink (1920) in depositi ferro manganesiferi metamorfosati con (skarn, e pegmatiti,  affioranti a Långban (Filipstad, Värmland), in Svezia

## Proprietà fisiche calcolate
Il suo peso molecolare è pari a 1,046.31 gm.

Indice fermionico = 0,13136

Indice bosonico = 0,86864

Radioattività =  assente